# Enicospilus chaconi
Enicospilus chaconi là một loài tò vò trong họ Ichneumonidae.